# Naryschkin (Adelsgeschlecht)

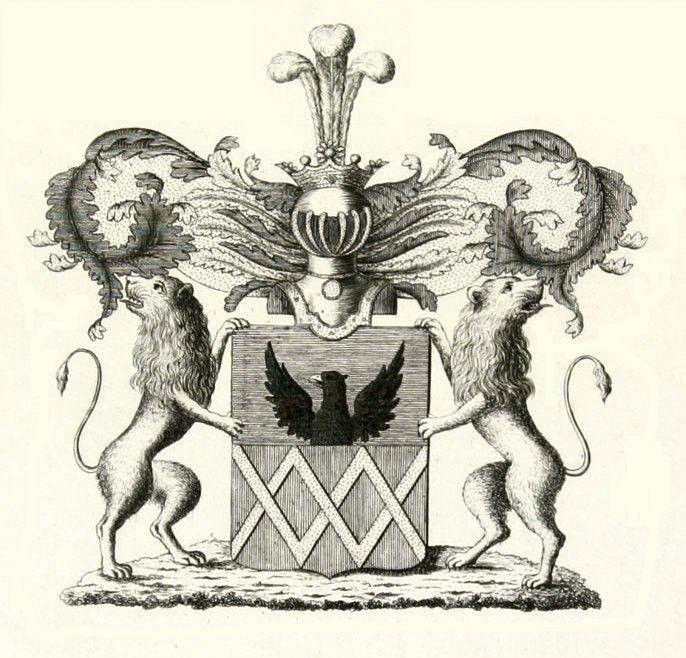
Familienwappen

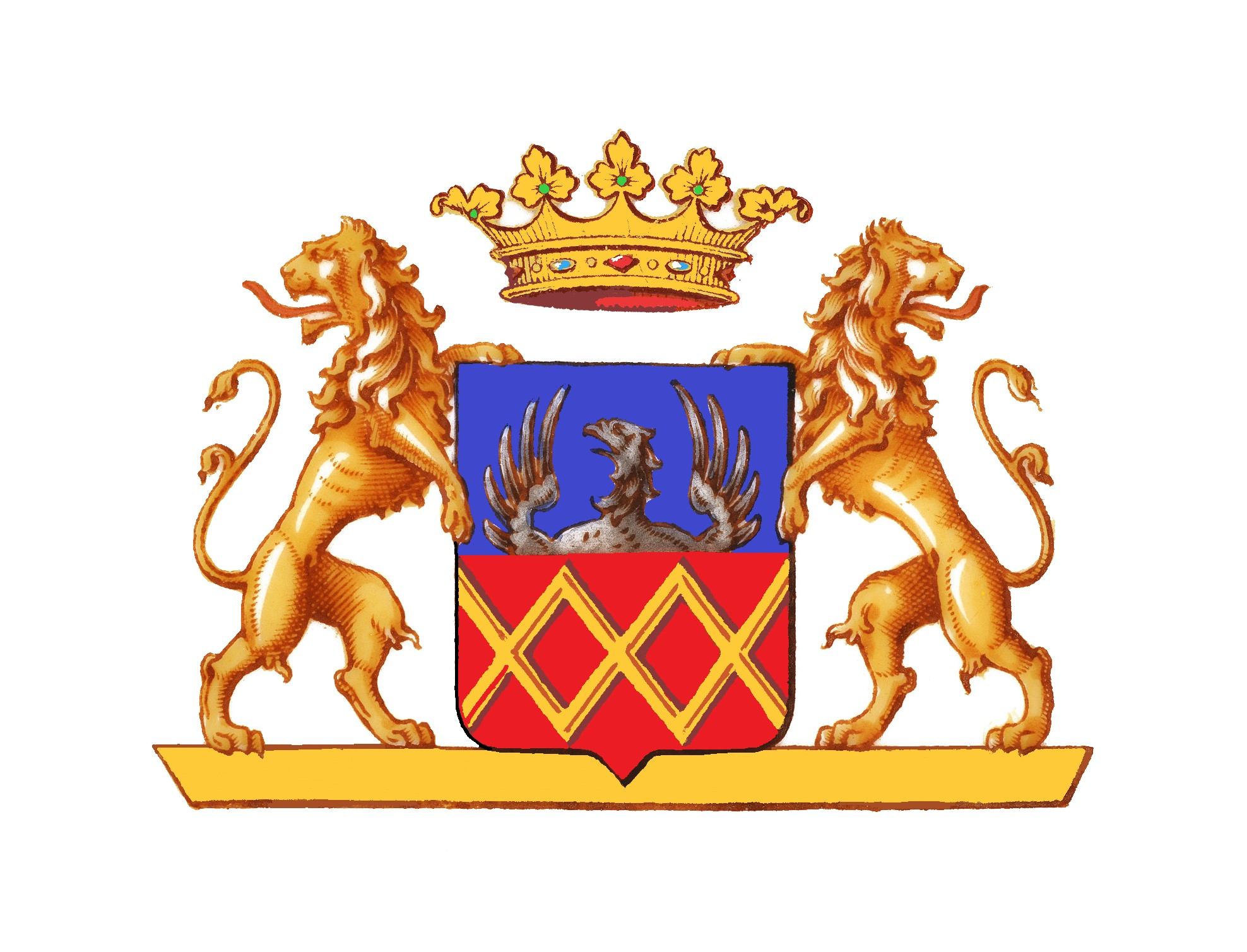
Variante ohne Helm

Naryschkin (russisch Нарышкины) ist der Name eines alten bedeutenden russischen Adelsgeschlechtes.

## Geschichte
Das russische Adelsgeschlecht Naryschkin geht der Überlieferung nach auf eine Moskauer Bojarenfamilie tatarischer Abstammung zurück. Nach dem Adelsverzeichnis des Rangordnungsamts ist die Familie 1465 aus dem tatarischen Krim-Khanat eingewandert und führte ihren Familiennamen nach ihrem Ahnherren Naryschko.
Andere Quellen berichten von einem karäischen Leibwächter des litauischen Großfürsten Vytautas, der während seiner Herrschaft einige hundert karäische Familien von der Krim in sein Reich holte, als Stammvater. 1388 sicherte Vytautas ihnen in Troki durch einen Schutzbrief – darin als Judaei Trocenses bezeichnet – einen Rechtsstatus (Religionsfreiheit, berufliche Unabhängigkeit, Recht eigener Gerichtsbarkeit) zu. Im Gefolge seiner Tochter Sofia, die 1391 den Großfürsten von Moskau Wassili I. heiratete, kam Mordechaj Kubrat, genannt Naryschin nach Moskau und ließ sich dort nieder.
1670 nahm der Bojar Kirill Poluektowitsch Naryschkin an der Zerschlagung des Aufstandes der Donkosaken gegen den Ataman Stenka Rasin teil. Seine Tochter Natalja Kirillowna Naryschkina heiratete den russischen Zar Alexei I. Unter der Regentin Sofia Alexejewna wurden die Naryschkin verfolgt. Nach deren Sturz übernahmen 1689 Lew Kirillowitsch Naryschkin und der Hofmeister Boris Golizyn die Regierungsgeschäfte. Als wichtigster Berater seines jungen Neffen Peters des Großen, der mütterlicherseits den Naryschkin entstammte, stand er an der Spitze des Militärs, wurde erster Minister und leitete die Gesandtschaft. Nach der Russischen Revolution ging die Familie ins Exil.

## Angehörige

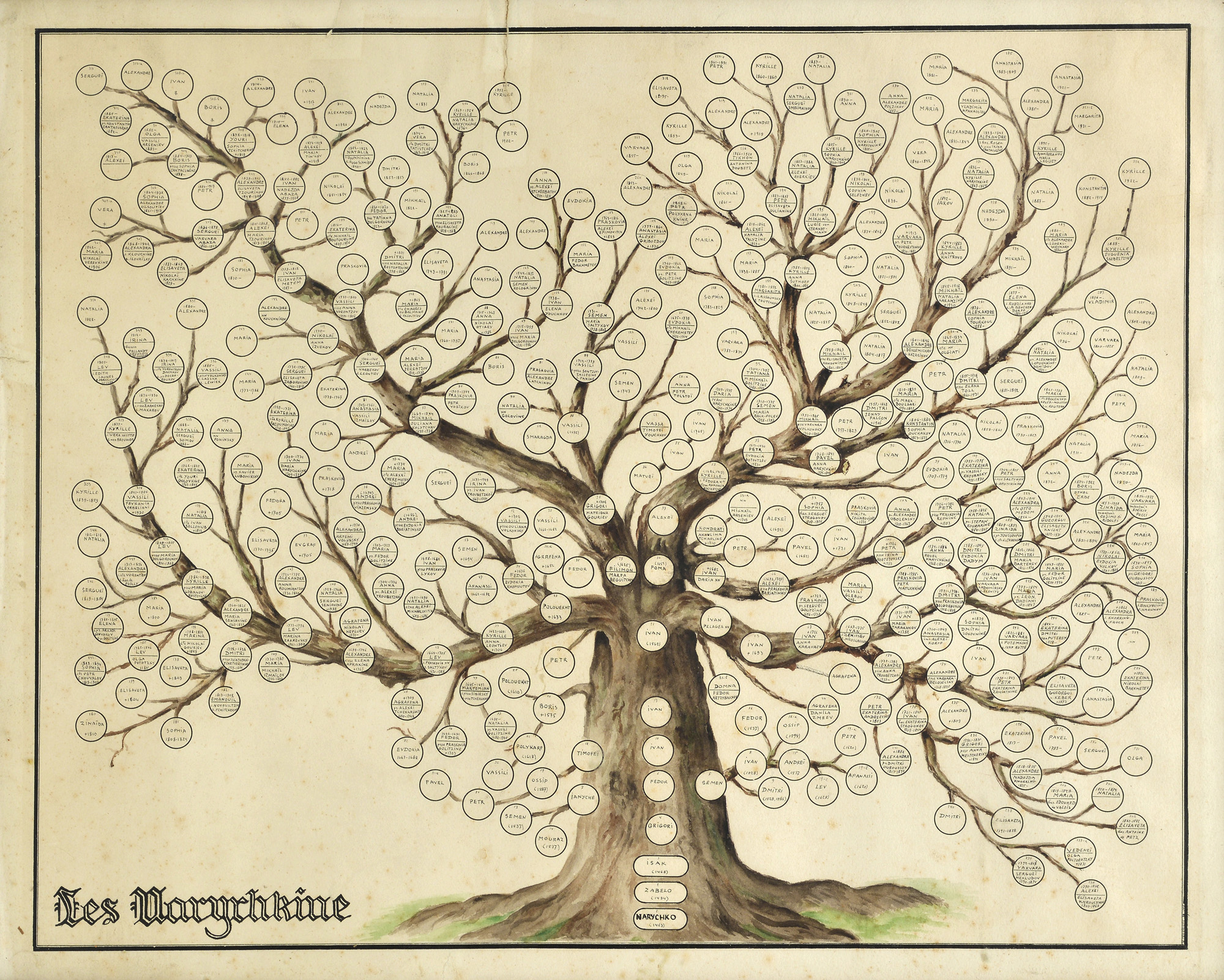
Stammbaum

- Alexander Lwowitsch Naryschkin (1760–1826), russischer Oberkammerherr
- Alexei Wassiljewitsch Naryschkin (1742–1800), russischer Staatsmann und Autor
- Lew Alexandrowitsch Naryschkin (1733–1799), russischer Kammerherr und Oberstallmeister
- Lew Alexandrowitsch Naryschkin (1785–1846), russischer Generalleutnant
- Lew Kirillowitsch Naryschkin (1664–1705), russischer Diplomat und Außenminister
- Marija Antonowna Naryschkina (1779–1854), Mätresse des Zaren Alexander I. von Russland
- Marija Jakowlewna Naryschkina (1789–1854), russische Adlige und Hofdame
- Marina Ossipowna Naryschkina (1741–1800), russische Adlige und Hofdame
- Natalja Kirillowna Naryschkina (1651–1694), Zarin von Russland

## Sonstiges
Von der Familie leitet sich der Architekturstil Naryschkin-Barock ab. Die ersten Kirchen in diesem Baustil wurden auf den Familienanwesen der Naryschkin erbaut. Sie waren meist aus rotem Backstein gebaut und mit weißem Stein dekoriert. Der Glockenturm wurde nicht mehr separat platziert, wie dies in Russland bis ins 17. Jahrhundert noch üblich war, sondern in die Fassade integriert. Er überstieg das achteckige Zentralelement.